# 林述斎

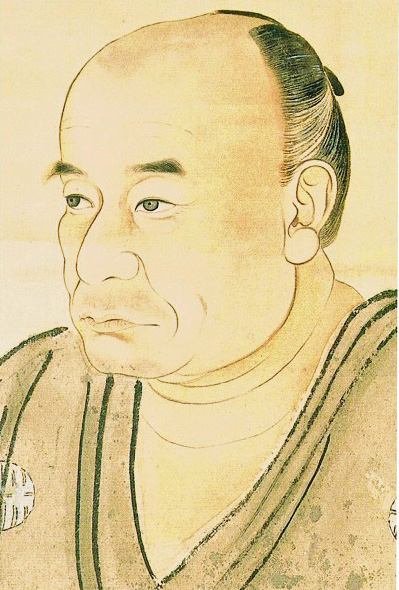
林大学頭述斎肖像稿本（部分） 渡辺崋山筆 田原市博物館蔵

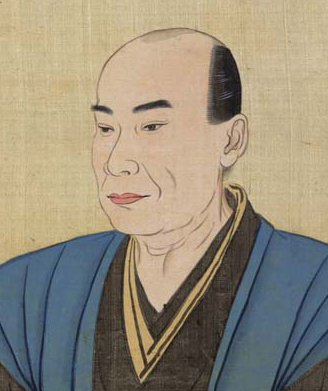
林述斎肖像『近世名家肖像』より

林 述斎（はやし じゅっさい、明和5年6月23日（1768年8月5日） - 天保12年7月14日（1841年8月30日））は、江戸時代後期の儒学者。林家8代で林家中興の祖。父は美濃国岩村藩主・松平乗薀、祖父は享保の改革を推進した老中・松平乗邑。諱は初め（松平）乗衡（のりひら）、後に（林）衡（たいら）。字は熊蔵・叔紞・徳詮。号は述斎・蕉軒・蕉隠など。晩年は大内記と称す。

## 人物・略歴
岩村藩松平家では兄二人が早生していたので、三男の述斎は家督を継ぐべき位置にあったが、病弱だったため、明和7年（1770年）12月、福知山藩朽木玄綱の九男が乗薀の養子として迎えられ、家督を継いで乗保を名乗った。成長してからは身体壮健になった述斎であるが、病弱という理由で長らく部屋住みの身であった。述斎は少年時に徂徠系の儒者である大塩鼇渚や服部仲山に儒学を学び、その後、林家の門人で朱子学者渋井太室に入門し、さらには折衷学系の儒者細井平洲にも儒を学んだ。18歳の天明5年（1785年）頃には、大名や幕臣などが中心になって結んでいた風雅の会「風月社」にも参加し、漢詩人としても非凡な才が評判となっていた。その評判を聞いた松平定信の周旋で、寛政5年（1793年）、林錦峯の死去で途絶えた林家を継いで大学頭となり、幕府の文書行政の中枢として幕政に関与する。近世日本文学研究者揖斐高は、定信は述斎が大学頭林家を継ぐにふさわしい学才だけでなく、寛政の改革の一環である学制改革（さらに、その一環が寛政異学の禁である）の任に堪えるだけの政治的な手腕も具えていることを見抜いたうえで、林家の継嗣に定めたのではないかと述べている。述斎を知る者の中には、その才が、単に儒者として用いられることを惜しむ声もあった。
述斎が林家の遺跡を継ぐのとほぼ同時期に、定信は老中首座・将軍輔佐を免ぜられたが、 それまで定信が主導してきた昌平坂学問所（昌平黌）の改編・整備による学制の改革という路線は継承された。そして、その学制改革の路線を定信後に引き継ぎ、先頭に立って実現していったのが、定信がその才学と手腕を見込んで林家の養子にした述斎であり、柴野栗山・古賀精里・尾藤二洲（寛政の三博士）らとともに儒学の教学の刷新に力を尽くし、昌平黌の幕府直轄化を推進した。寛政9年（1793年）12月、幕府は学制を大きく改め、これまで制度上は林家の家塾として「官私并行」されていた昌平黌を、幕府直轄の昌平坂学問所とした。併せて林大学頭の家禄は3000石（従来は1523石）と倍増し、座班は奥詰小姓番頭次席（従来は奥詰）に引き上げられた。その後、文化年間における朝鮮通信使の応接を対馬国で行う聘礼の改革にもかかわった。
述斎の学問は、朱子学を基礎としつつも清朝の考証学に関心を示し、『寛政重修諸家譜』『徳川実紀』（成島司直と共同）『朝野旧聞裒藁（ちょうやきゅうぶんほうこう）』『新編武蔵風土記稿』など幕府の編纂事業を主導した。ただし、資料の選別や体裁の指導に留まり、実際の執筆は分担者に一任していた。
和漢の詩才にすぐれ、歌集『家園漫吟』などがある。中国で散逸した漢籍（佚存書）を集めた『佚存叢書』は中国国内でも評価が高い。別荘に錫秋園（小石川）・賜春園（谷中）を持つ。岩村藩時代に「百姓身持之覚書」を発見し、幕府の「慶安御触書」として出版した。
大正4年（1915年）、従四位を追贈された。

## 門人
著名な門弟に佐藤一斎（同じ岩村藩出身で、生まれながらの主従）・松崎慊堂がおり、井部香山、葛西因是、青葉半山らも門人として知られる。

## 家族
死後は嫡男の林檉宇が林家を継いだ。三男は鳥居耀蔵、六男は林復斎。娘には設楽貞丈の妻、堀利堅の妻があり、外孫に岩瀬忠震（設楽貞丈の子）、堀利煕らがいる。